# Oriane Rebours
Oriane Rebours (Mayenne, 1 de noviembre de 1988) es una deportista francesa que compitió en piragüismo en la modalidad de eslalon. Ganó dos medallas de bronce en el Campeonato Mundial de Piragüismo en Eslalon de 2014, en las pruebas de C1 individual y C1 por equipos.

## Palmarés internacional
| Campeonato Mundial | Campeonato Mundial          | Campeonato Mundial | Campeonato Mundial |
| Año                | Lugar                       | Medalla            | Competición        |
| ------------------ | --------------------------- | ------------------ | ------------------ |
| 2014               | Deep Creek (Estados Unidos) | Medalla de bronce  | C1 individual      |
| 2014               | Deep Creek (Estados Unidos) | Medalla de bronce  | C1 por equipos     |